# Shūkan Shōnen Sunday
Shūkan Shōnen Sunday (jap. 週刊少年サンデー Shūkan Shōnen Sandē; ang. Weekly Shōnen Sunday) – japoński tygodnik z mangami shōnen. Jest wydawany od marca 1959 roku, nakładem wydawnictwa Shōgakukan.
Redaktorem naczelnym jest Takenori Ichihara. Średni nakład tygodnika w 2016 roku oscylował w okolicach 342 000 egzemplarzy.

## Historia
Pierwszy numer Shūkan Shōnen Sunday ukazał się 17 marca 1959, będąc bezpośrednim konkurentem dla Shūkan Shōnen Magazine. Wbrew swojej nazwie, tygodnik nie jest wydawany w niedzielę, ale w środę. Według twórców, czytanie ma się kojarzyć z weekendowym czasem relaksu. Shōnen Sunday w mniejszym stopniu od Shūkan Shōnen Jump skupia się na mangach zawierających walki – koncentruje się bardziej na elementach dramatycznych i romantycznych, dzięki czemu zyskał więcej czytelników wśród kobiet.
Z okazji 50. rocznicy powstania Shūkan Shōnen Sunday podjął współpracę z rywalizującym Shūkan Shōnen Magazine. 19 marca 2008 oba czasopisma wydały wspólny numer, na którego okładce znajdowali się Ippo Makunōchi (protagonista Hajime no Ippo, wydawanego w Shōnen Magazine) oraz Shin’ichi Kudō (protagonista Detektywa Conana, wydawanego w Shōnen Sunday), podający sobie ręce. Dla uczczenia 55. rocznicy powstania tygodnika, opublikowano 55 nowych mang w Shūkan Shōnen Sunday i kilku siostrzanych czasopismach.

## Wydawane serie
Lista niektórych serii publikowanych w Shūkan Shōnen Sunday:
| Tytuł | Autor              | Lata      |
| --- | ------------------ | --------- |
| Osomatsu-kun (jap. おそ松くん Osomatsu-kun)                                                                  | Fujio Akatsuka     | 1962-1969 |
| Wonder 3 (jap. ワンダー3 Wandā Surī))                                                                        | Osamu Tezuka       | 1965-1966 |
| Sabu to Ichi torimono hikae (jap. 佐武と市捕物控 Sabu and Ichi's Detective Memoirs)                          | Shōtarō Ishinomori | 1966-1972 |
| Perman (jap. パーマン Pāman)                                                                                 | Fujiko Fujio       | 1967-1968 |
| Dame oyaji (jap. ダメおやじ Dame Oyaji)                                                                      | Mitsutoshi Furuya  | 1970-1982 |
| Hyōryū kyōshitsu (jap. 漂流教室 Hyōryū Kyōshitsu)                                                            | Kazuo Umezu        | 1972-1974 |
| Getter robo (jap. ゲッターロボ Gettā Robo)                                                                   | Go Nagai           | 1974-1976 |
| Himitsu Sentai Goranger (jap. 秘密戦隊ゴレンジャー Himitsu Sentai Gorenjā)                                   | Shōtarō Ishinomori | 1975-1976 |
| Ganbare Genki (jap. がんばれ元気 Ganbare Genki)                                                              | Yū Koyama          | 1976-1981 |
| Nekome kozō (jap. 猫目小僧 Nekome Kozō)                                                                      | Kazuo Umezu        | 1976      |
| Urusei Yatsura (jap. うる星やつら Urusei Yatsura)                                                            | Rumiko Takahashi   | 1978-1987 |
| Cyborg 009 (jap. サイボーグゼロゼロナイン Saibōgu Zero-Zero-Nain)                                            | Shōtarō Ishinomori | 1979-1981 |
| Gigi (jap. ダッシュ勝平 Dash Kappei)                                                                         | Noboru Rokuda      | 1979-1982 |
| Touch (jap. タッチ Tatchi)                                                                                   | Mitsuru Adachi     | 1981-1986 |
| Futari daka (jap. ふたり鷹 Futari Daka)                                                                      | Kaoru Shintani     | 1981-1985 |
| Musashi no ken (jap. 六三四の剣 Musashi no Ken)                                                              | Motoka Murakami    | 1981-1985 |
| Ningyo Series (jap. 人魚シリーズ Ningyo Shirīzu)                                                             | Rumiko Takahashi   | 1984-1994 |
| B.B. (jap. ビービー Bī Bī)                                                                                   | Osamu Ishiwata     | 1985-1991 |
| Ranma ½ (jap. らんま1/2 Ranma Nibun-no-Ichi)                                                                 | Rumiko Takahashi   | 1987-1996 |
| Kamen Rider Black (jap. 仮面ライダーBLACK Kamen Raidā Burakku)                                               | Shōtarō Ishinomori | 1987-1988 |
| Magic Kaito (jap. まじっく快斗 Majikku Kaito)                                                                | Gōshō Aoyama       | 1987-     |
| Yaiba – legendarny samuraj (jap. 剣勇伝説YAIBA Ken'yū Densetsu Yaiba)                                        | Gōshō Aoyama       | 1988-1993 |
| Patlabor (jap. 機動警察パトレイバー Kidō Keisatsu Patoreibā)                                                 | Masami Yūki        | 1988-1994 |
| Spriggan (jap. スプリガン Supurigan)                                                                         | Hiroshi Takashige  | 1988-1996 |
| Ushio to Tora (jap. うしおととら Ushio to Tora)                                                              | Kazuhiro Fujita    | 1990-1996 |
| Ghost Sweeper Mikami (jap. GS美神 極楽大作戦!! Gōsuto Suīpā Mikami Gokuraku Daisakusen!!)                    | Takashi Shiina     | 1991-1999 |
| Detektyw Conan (jap. 名探偵 コナン Meitantei Conan)                                                          | Gōshō Aoyama       | 1994-     |
| Major (jap. メジャー Mejā)                                                                                   | Takuya Mitsuda     | 1994-2010 |
| Ganba! Fly high (jap. ガンバ! Fly High)                                                                      | Shinji Morisue     | 1994-2010 |
| Megumi no Daigo (jap. め組の大吾 Megumi no Daigo)                                                            | Masahito Soda      | 1995-1999 |
| InuYasha (jap. 犬夜叉 InuYasha)                                                                              | Rumiko Takahashi   | 1996-2008 |
| Monkey Turn (jap. モンキーターン Monkii Taan)                                                                | Katsutoshi Kawai   | 2004      |
| ARMS (jap. アームズ Āmuzu)                                                                                   | Kyoichi Nanatsuki  | 1997-2002 |
| Tenshi na konamaiki (jap. 天使な小生意気 Tenshi na Konamaiki)                                                | Hiroyuki Nishimori | 1999-2003 |
| Konjiki no gasshu!! (jap. 金色のガッシュ!! Konjiki no Gasshu!!)                                              | Makoto Raiku       | 2001-2007 |
| Shijō saikyō no deshi: Kenichi (jap. 史上最強の弟子 ケンイチ Shijō Saikyō no Deshi: Kenichi)                 | Syun Matsuena      | 2002-2014 |
| Yakitate!! Japan (jap. 焼きたて!!ジャぱん Yakitate!! Japan)                                                  | Takashi Hashiguchi | 2002-2007 |
| Midori no hibi (jap. 美鳥の日々 Midori no Hibi)                                                              | Kazurō Inoue       | 2002-2004 |
| Wild Life (jap. ワイルドライフ Wairudo Raifu)                                                                | Masato Fujisaki    | 2003-2008 |
| Kekkaishi (jap. 結界師 Kekkaishi)                                                                            | Yellow Tanabe      | 2003-2011 |
| Hayate no gotoku! (jap. ハヤテのごとく! Hayate no Gotoku!)                                                   | Kenjirō Hata       | 2004-2017 |
| Cross Game (jap. クロスゲーム Kurosu Gēmu)                                                                   | Mitsuru Adachi     | 2005-2010 |
| Saikyō! Toritsu Aoizaka Kōkō yakyūbu (jap. 最強!都立あおい坂高校野球部 Saikyō! Toritsu Aoizaka Kōkō Yakyūbu) | Motoyuki Tanaka    | 2005-2010 |
| Kami nomi zo shiru sekai (jap. 神のみぞ知るセカイ Kami Nomi zo Shiru Sekai)                                  | Tamiki Wakaki      | 2008-2014 |
| King golf (jap. キングゴルフ Kingu Gorufu)                                                                   | Ken Sasaki         | 2008-     |
| Kyōkai no rinne (jap. 境界のRINNE Kyōkai no Rinne)                                                           | Rumiko Takahashi   | 2009-     |
| Magi: The Labyrinth of Magic (jap. マギ Magi)                                                                | Shinobu Ōtaka      | 2009-     |
| Be Blues! Ao ni nare (jap. BE BLUES!〜青になれ〜 Be Blues! – Ao ni Nare)                                     | Motoyuki Tanaka    | 2011-     |
| Silver Spoon (jap. 銀の匙 Gin no saji)                                                                       | Hiromu Arakawa     | 2011-     |
| Denpa kyōshi (jap. 電波教師 Denpa Kyōshi)                                                                    | Takeshi Azuma      | 2011-2017 |
| Mistrzowie kaijudo (jap. デュエルマスターズ Dyueru Masutāzu)                                                 | Shido Tamazaki     | 2012-2013 |